# Цифровое телевидение в Словакии
Цифровое телевидение в Словакии ведёт свою историю с 2004 года: обеспечивать функционирование цифрового телевидения по европейскому стандарту DVB-T принялась компания Towercom, которая и по сей день выполняет подобные обязанности. К концу 2008 года в рамках экспериментального вещания были установлены передатчики в Братиславе, Кошице, Банской-Бистрице, Зволене, Прешове и Малацки. 22 декабря 2009 в Словакии был открыт первый переходный мультиплекс (словац. Prechodový multiplex), расформированный 27 июля 2011. С 2010 по 2012 годы проводилось плановое отключение аналоговых передатчиков, что являлось одним из условий продолжения членства Словакии в Евросоюзе.

## Общенациональные мультиплексы
В настоящий момент в Словакии насчитывается четыре мультиплекса, включающие в себя следующие каналы:
- 1-й мультиплекс: TV WAU, Dajto, TV Senzi, Sport.TV 3
- 2-й мультиплекс (коммерческий): TV JOJ, Plus, TV Markíza, TV Doma, TA3[4]
- 3-й мультиплекс (информационный): 
  - Телеканалы: Jednotka, Dvojka, Jednotka HD
  - Радиостанции: Rádio Slovensko, Rádio Regina (BA, BB, KE), Rádio Devín, Rádio FM, Rádio Patria (FM, RD), Rádio Klasika, Rádio Litera, Rádio Junior, Международное Словацкое радио[5]
- 4-й мультиплекс (Plustelka, кодирование Irdeto): ČT1, ČT2, TV LUX, Sport 1, Eurosport, Eurosport 2, Viasat History, Viasat Nature, Viasat Explorer/Spice, Nickelodeon, VH1[6]

## Региональные мультиплексы
Существуют местные мультиплексы цифрового телевидения Словакии в Жилине, Левицах, Ясловских-Богуницах, Братиславе и других городах. В этих городах вещают каналы типа TA3 и местные телеканалы. В настоящий момент проводится тестовое вещание по стандартам DVB-T2.

## Передатчики
| Местонахождение                       | Высота над уровнем моря, м |
| ------------------------------------- | -------------------------- |
| Банска-Бистрица — Ласкомер            | 620                        |
| Банска-Штявница — Ситно               | 1002                       |
| Бардейов — Стебницка-Магура           | 896                        |
| Братислава — Камзик                   | 433                        |
| Борски-Микулаш — Дубник               | 288                        |
| Брезно — Скалка                       | 946                        |
| Чадца — Хусарик                       | 820                        |
| Детва — Явор                          | 821                        |
| Дольны-Кубин — Брезовец               | 700                        |
| Хандлова — Бралова-Скала              | 825                        |
| Хнуштя — Штеповы-Врх                  | 664                        |
| Кошице — Херингеш                     | 324                        |
| Кошице — Дубник                       | 874                        |
| Кралёвски-Хлмец – Вельки-Копец        | 264                        |
| Кромпахы — TVP                        | 550                        |
| Лученец — Блатни-Врх                  | 359                        |
| Мартин — TVP                          | 400                        |
| Медзев — Ластовичи-Врх                | 1061                       |
| Наместово — Магурка                   | 1107                       |
| Нитра — Зобор                         | 556                        |
| Нове-Место-над-Вахом — Велька-Яворина | 969                        |
| Попрад — Храновница                   | 643                        |
| Попрад — Кралёва-Холя                 | 1946                       |
| Поважска-Быстрица — Жяр               | 517                        |
| Прешов — Шибена-Хора                  | 313                        |
| Прьевидза — Венделин                  | 503                        |
| Ревуца — TVP                          | 517                        |
| Римавска-Собота — Паласка             | 517                        |
| Рожнава — Дьевченска-Скала            | 660                        |
| Ружомберок — Уложиско                 | 742                        |
| Снина — Магурица                      | 477                        |
| Стара-Любовня — Котник                | 883                        |
| Стропков — Баня                       | 526                        |
| Штурово — Модры-Врх                   | 251                        |
| Тренчин — Над-Обороу                  | 654                        |
| Ухровец — Остры-Врх                   | 461                        |
| Вельки-Кртиш — Бабка                  | 399                        |
| Жилина — Крижава                      | 1451                       |
| Жилина — Страник                      | 769                        |